# Inomtyska gränsen

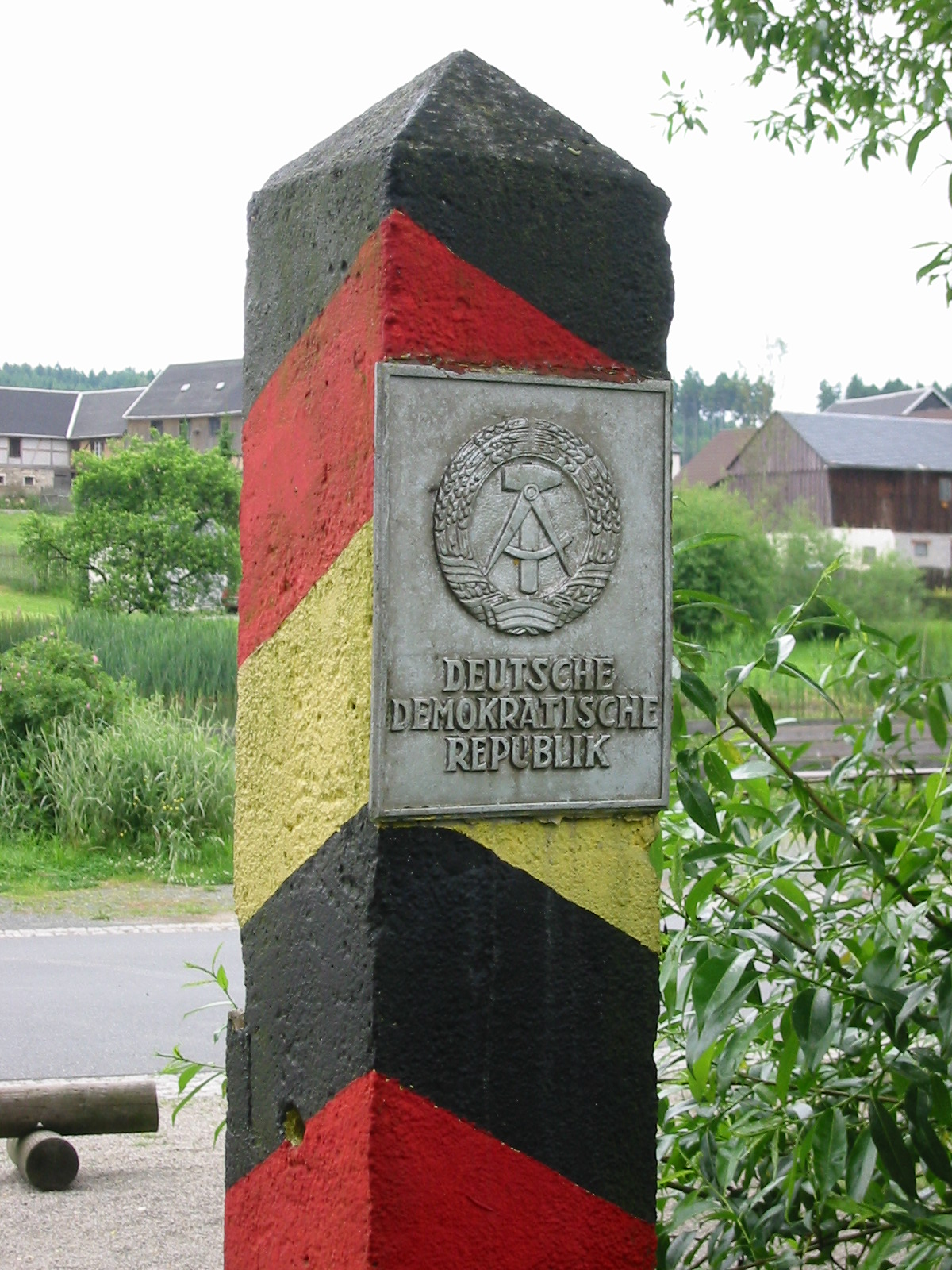
Tidigare östtysk gränspost i Mödlareuth, 2002.

Inomtyska gränsen (tyska innerdeutsche Grenze, även Zonengrenze eller deutsch-deutsche Grenze) är den gräns som uppstod i samband med segrarmakternas ockupation av Tyskland efter andra världskriget 1945, med den sovjetiska ockupationszonen i öst och de västallierades zoner i väst. Gränsen blev Östtysklands 1 378 kilometer långa statsgräns mot Västtyskland. Den blev en del av järnridån som delade Europa under kalla kriget och som 1961 utökades med Berlinmuren. Den inomtyska gränsen kvarstod ända fram till Tysklands återförening 1990.
Uppdelningen av det besegrade Tyskland i ockupationszoner och demarkationslinjer mellan dessa fastlades av de fyra segrarmakterna vid Potsdamkonferensen 1945. Överenskommelsen om Berlins status bekräftades på nytt mellan de fyra ockupationsmakterna genom Fyrmaktsavtalet 1971. Grundfördraget mellan de tyska staterna 1972 innebar att man definierade fasta relationer emellan sig som två självständiga stater, men frågan om människors statstillhörighet lämnades därhän. På detta sätt kvarstod frågan om de inomtyska gränsernas ställning ända fram till Tysklands återförening 1990.

## Statsgränsen

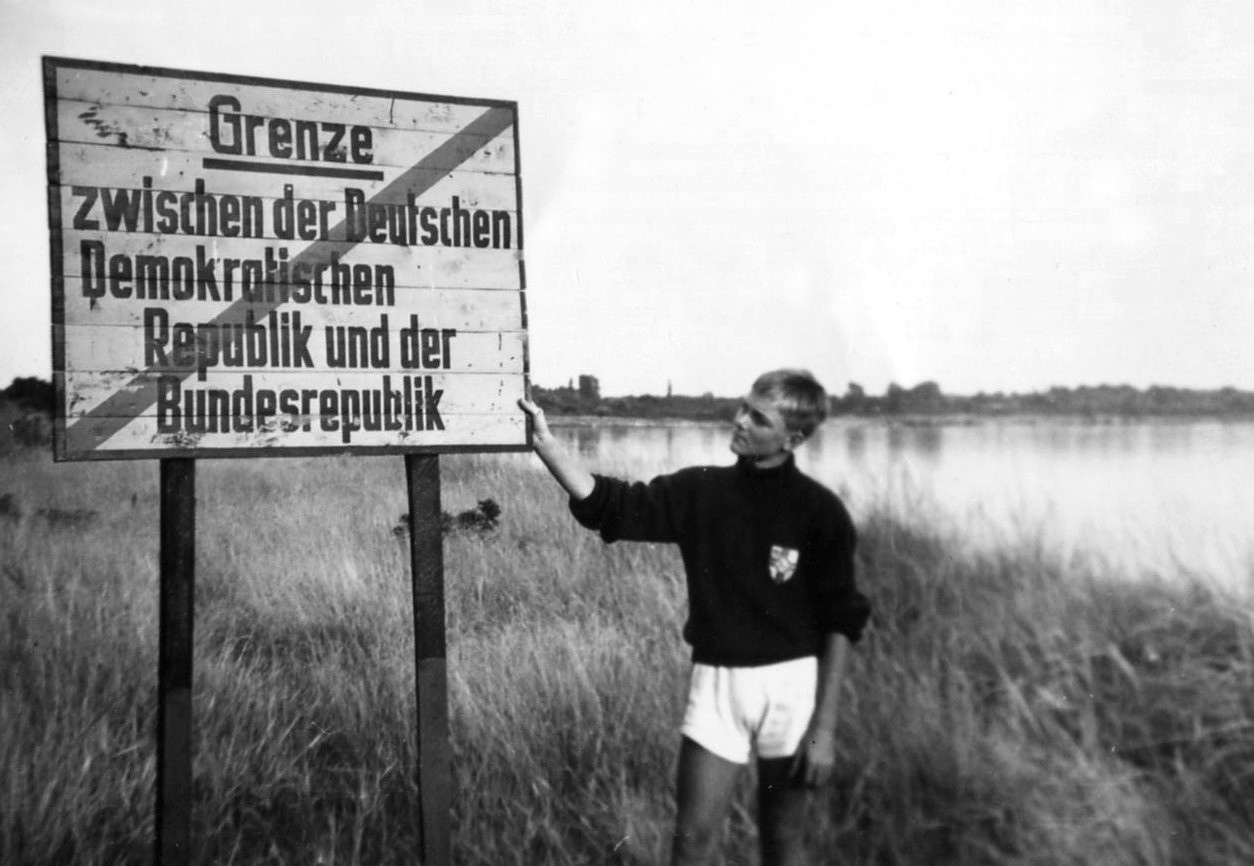
Gränsskylt vid Priwall, 1959.

Genom upprättandet av Förbundsrepubliken Tyskland och den Tyska demokratiska republiken 1949 förstärktes delningen av Tyskland. Potsdamöverenskommelsen stipulerade att Tyskland skulle fortsätta att vara ett land även om det nu kommit att bli uppdelat i två tyska stater. Den tidigare militäradministrativa gränsen mellan de västallierades ockupationszoner och sovjetiska ockupationszonen hade nu visserligen blivit en statsgräns, men bägge sidor om den inomtyska gränsen betraktades fortfarande som tyskt territorium och på detta sätt ansågs den inte utgöra en internationell gräns. Den inomtyska gränsöverskridande handeln räknades inte heller som import eller export, utan var även fortsättningsvis inrikeshandel.
Grundfördraget som ingicks 1972 innebar att de tyska staterna upprättade fasta förbindelser mellan sig och banade väg för att de kunde bli medlemmar av Förenta nationerna 1973. Det medförde också att man upprättade ständiga representationer hos varandra, vilket i sig var ett stort steg framåt, men det innebar knappast normaliserade diplomatiska förbindelser. Problemet var i grunden att bägge parter såg sig som den enda legitima tyska regeringen, och ingendera kunde på detta sätt erkänna den andra regimens anspråk utan att ge upp sin egen position. På något sätt var man dock i behov av fasta relationer till den förvaltning som styrde i de delar av tyskt territorium som man inte själv hade kontroll över. Lösningen blev att upprätta diplomatiska relationer på regeringsnivå i form av Västtysklands ständiga representation i Östberlin och Östtysklands ständiga representation i Bonn.
Västtyskland hade även en inomtysk statsgräns gentemot Saarland, som var ett franskt protektorat mellan 1947 och 1956.

## Berlins status

Västberlin omgivet av Berlinmuren och Östtyskland.

Även efter de bägge tyska staternas bildande 1949 utgjorde Berlin en ockuperad stad fram till alldeles innan den tyska återföreningen 1990. I Västberlin hade de amerikanska, brittiska och franska sektorerna satts under gemensam förvaltning och fått ett internt demokratiskt självstyre under en regerande borgmästare. Västberlin utgjorde aldrig någon del av Västtyskland, men olika former av samarbete och stöd förekom från förbundsrepubliken till den civila stadsförvaltningen, vilket var till gagn för invånarna i Västberlin.
Den sovjetiska ockupationsmakten ville göra Berlin till huvudstad i en östtysk stat och försökte genom Berlinblockaden 1948-1949 förmå de västallierade att ge upp sin kontroll. När detta inte gick, förklarade man vid Tyska demokratiska republikens bildande att Östberlin var dess huvudstad. Västmakterna fortsatte dock att hävda sin rätt enligt fyrmaktsöverenskommelsen för Berlin, vilken bland annat stipulerade att uniformerad militär personal obehindrat skulle ha tillträde till samtliga sektorer i staden. Från östtyskt och sovjetiskt perspektiv ansåg man att Östberlin, och egentligen hela Berlin, tillhörde eller borde tillhöra Östtyskland även om man var så illa tvungen att låta amerikanska, brittiska och franska militärer ströva fritt utan att kunna avvisas eller ens behöva be om tillstånd så länge de kunde identifiera sig. Benämningen Östberlin, vilken tydliggjorde stadens delning eller något annat som kunde antyda en bristande kontroll över huvudstadens territorium, användes aldrig av den östtyska regimen utan det var istället Berlin, DDR:s huvudstad (Berlin, Hauptstadt der DDR) som användes för att referera till den del av Berlin som man ändå utövade det civila styret över.
Gränsen mellan Öst- och Västberlin var i egentlig mening inte någon statsgräns utan endast en demarkation mellan ockupationsmakternas sektorer, eller mer precist en gräns mellan den ockuperade stadens två civila förvaltningar. Möjligheten för östtyska medborgare att obehindrat passera denna gräns upphörde drastiskt i augusti 1961 genom de östtyska myndigheternas beslut om att bygga Berlinmuren, officiellt benämnt som en antifascistisk skyddsvall (tyska Antifaschistischer Schutzwall). Det egentliga syftet var bland annat att förhindra kompetensflykt från näringslivet i Östtyskland till Västtyskland, där man både kunde erbjuda bättre ekonomiska förhållanden och politisk frihet. Berlinmuren byggdes kontinuerligt ut och kom till sist att omsluta hela Västberlin, alltså även den del som var egentlig östtysk statsgräns mot de västallierades sektorer i Berlin.
Genom Fyrmaktsavtalet från 1971 förbättrades anslutningarna för resor och transporter mellan Västberlin och Västtyskland, men avtalet bekräftade också Berlins status som ockuperad stad.

## Östtysklands gränstrupper
Den östtyska gränsbevakningen (Gesellschaftliches System der Grenzsicherung) bemannades av de östtyska gränstrupperna. Ursprungligen var dessa en del av den reguljära polisen, men efter Berlinmurens byggande överfördes ansvaret till militären, Nationale Volksarmee. Rutinärenden hanterades direkt av gränstrupperna, men om dessa fattade misstankar kunde ärendet överlämnas till Ministeriet för statssäkerhet, även kallat Stasi. Det var Stasis sjätte sektion, sektionen för pass och spaning, som granskade utländska pass och visa samt utförde bakgrundskontroller av besökare. Från 1973 var gränstrupperna en självständig uniformerad kår inom det östtyska inrikesministeriet.
I Berlin var det endast uniformerade representanter för de fyra allierade segrarmakterna som var behörig militär personal. Med den sovjetiska ockupationsmaktens tillstånd kunde dock gränstrupperna verka som en uniformerad gränskontroll med behörighet över civila personer som sökte passera sektorgränsen vid Berlinmuren.
Ett år före den tyska återföreningen 1989 bestod gränstrupperna av 47 000 man och detta var den största styrkan av gränstrupper inom Warszawapakten vid sidan av Sovjetunionens. Omkring nio tiondelar av styrkan var avdelad till att bevaka Östtysklands inomtyska gränser, medan gränserna mot de kommunistiska grannländerna Polen och Tjeckoslovakien inte var lika resurskrävande.

## Republikflykt
Volkskammer, den östtyska lagstiftande församlingen, hade antagit lagstiftning som gjorde det till brottsligt för östtyska medborgare att försöka lämna landet utan tillstånd. Brottsrubriceringen för de som infångades var republikflykt, och gränstrupperna hade mandat att stoppa flyktförsök med dödligt våld.
Det totala antalet dödsoffer bland dem som försökte fly är emellertid oklart. Enligt åklagarmyndigheten i Berlin rör det sig om minst 271 personer som aktivt dödades av östtyska gränstrupper. Den efter murens fall tillsatta myndigheten Zentrale Ermittlungsgruppe für Regierungs- und Vereinigungskriminalität redovisade 421 misstänkta fall. Arbeitsgemeinschaft 13. August redovisar 1 008 fall, då även personer som drunknat under flykt över Östersjön, dött i olyckor under pågående flykt, begått självmord efter upptäckt flyktförsök, med flera dödsorsaker, räknas in.